# Jabat
Jabat (en marshallais Jebat) est une île de l'océan Pacifique, et forme un district législatif de la chaîne Ralik des Îles Marshall. Sa superficie totale n'est que de 0,6 km2 et sa longueur est de 1,2 kilomètre. Il est situé à 12 kilomètres de l'atoll d'Ailinglaplap. Contrairement à la plupart des autres îles des Îles Marshall, l'île Jabat est une île rocheuse plutôt qu'un atoll de corail, bien qu'elle soit entourée de récifs coralliens d'eau peu profonde qui s'étendent sur plusieurs kilomètres au nord et au sud, au-delà du récif externe. La population de l'île de Jabat était de 84 habitants en 2011.

## Histoire
La première observation de l'île de Jabat a été rapportée par le navigateur espagnol Alonso de Arellano le 8 janvier 1565 à bord de la patache San Lucas.
L'île de Jabat a été revendiquée par l'Empire allemand avec le reste des Îles Marshall en 1884, et les Allemands ont établi un avant-poste commercial. Après la Première Guerre mondiale, l'île reçut le mandat Pacifique Sud de l'empire du Japon. Après la fin de la Seconde Guerre mondiale, elle est passée sous le contrôle des États-Unis en tant que territoire sous tutelle des îles du Pacifique jusqu'à l'indépendance des Îles Marshall en 1986.